# Kankantiana
Kankantiana est une commune rurale située dans le département de Matiacoali de la province du Gourma dans la région de l'Est au Burkina Faso.

## Géographie
Kankantiana est située à 16 km au Nord-Ouest de Matiacoali et de la route nationale 4.

## Santé et éducation
Le centre de soins le plus proche de Kankantiana est le centre de santé et de promotion sociale (CSPS) de Matiacoali.